# Лиственница Чекановского
Ли́ственница Чекановского (лат. Lárix czekanowskii) — вид хвойных листопадных деревьев из рода Лиственница (Larix) семейства Сосновые (Pinaceae), отличающийся слабой опушенностью шишечных чешуй. Сложившийся гибридогенный вид, образовавшийся в результате естественного скрещивания лиственниц сибирской и даурской.
В некоторых источниках рассматривается как гибрид [L. gmelinii (Rupr.) Rupr. ex Kusn. x L. sibirica Ledeb.].

## Ботаническое описание
Листопадное хвойное дерево с цилиндрической кроной, достигающее 35-40 м в высоту. Крона занимает от 10 % до 90 % длины ствола, обычно около 40 %. Диаметр кроны в климаксных сообществах в среднем 3,5—5 м. Период цветения — май. Молодые побеги отличаются более тёмным цветом. Нередко весной органы размножения повреждаются поздними заморозками.

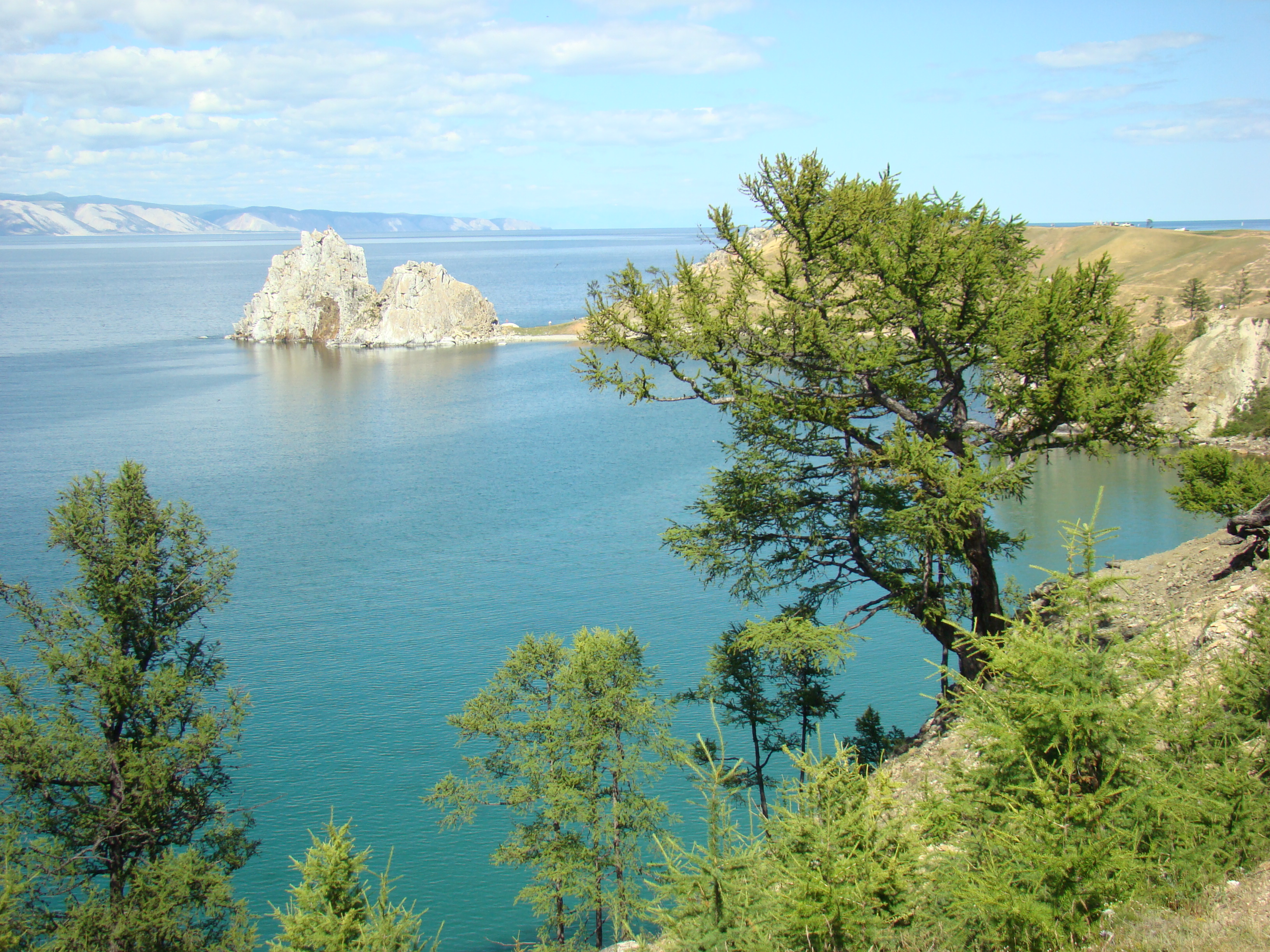
С зелёной хвоей
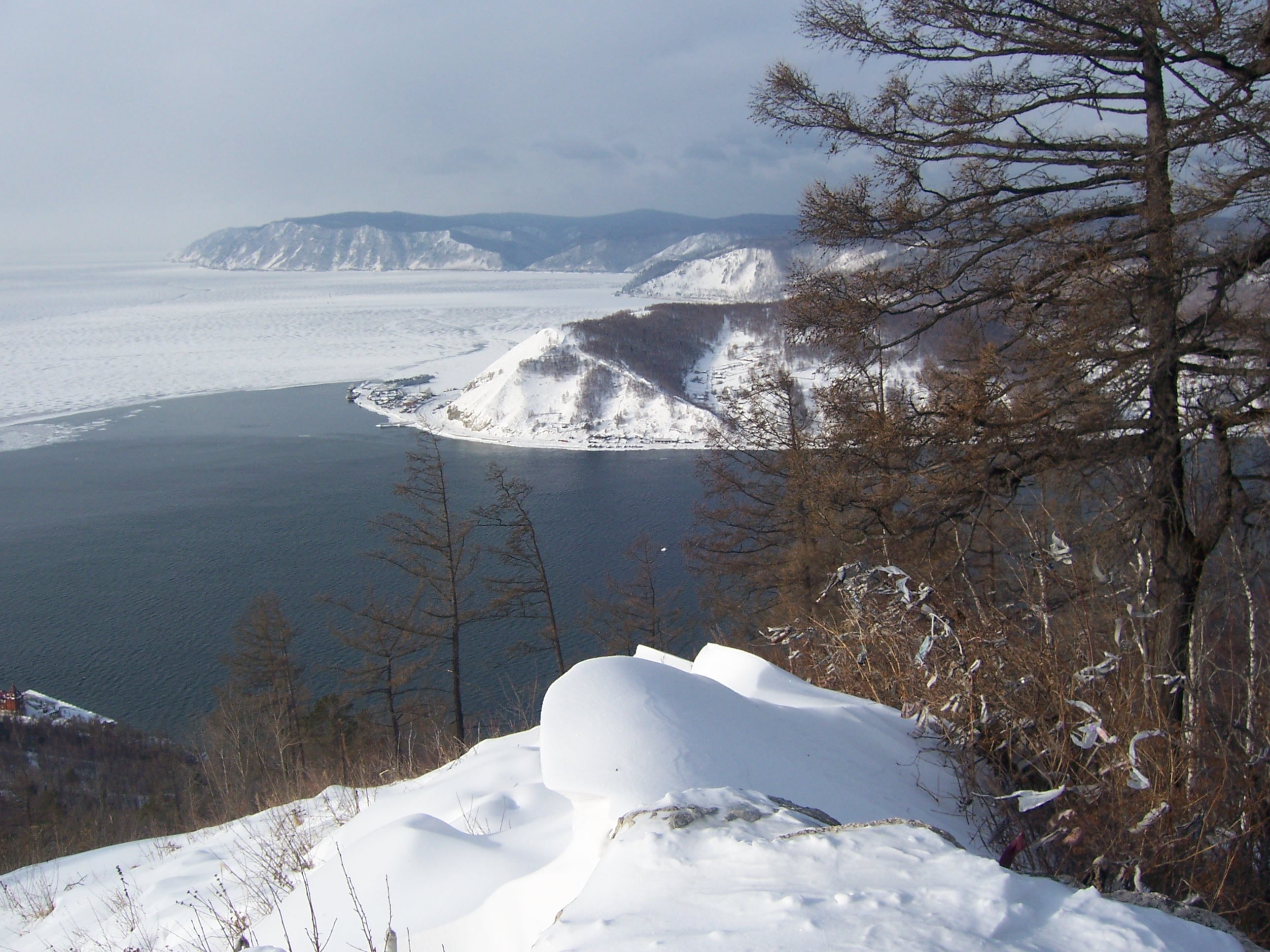
С опавшей хвоей

Хвоя
Хвоя на укороченных побегах, собрана в пучки в среднем по 30 хвоинок, их длина около 28 мм.
Опадает хвоя в сентябре. Перед опаданием она желтеет.
Шишки
Форма шишек может варьировать, но длина всегда больше ширины. Средняя длина шишек составляет около 29 мм, у самых коротких она около 15 мм. Чешуи слегка опушенны. Количество чешуй в шишке варьирует от 16 до 31.
Семена
На одном гектаре леса вырастает от 20 кг до 120 кг семян. 1000 семян весят от 3,3 кг до 5,6 кг. Своеобразное устройство шишек задерживает вылет семян, поэтому осенью в год созревания вылетает всего лишь 10 % семян, 50 % выпадают к весне следующего года.

## Распространение и экология
Ареал данного вида распространяется на Азиатскую часть России, произрастая на территории Якутии, Бурятии, Иркутской области, Красноярского и Забайкальского края.

## Таксономия
Вид Лиственница Чекановского входит в род Лиственница (Larix) семейства Сосновые (Pinaceae) порядка Сосновые (Pinales).
|  |               |  |                          |                          |                    |  | ещё 6 семейств | ещё 6 семейств |                              |  |  |  | ещё около 15 видов |
|  |               |  |                          |                          |                    |  | ещё 6 семейств | ещё 6 семейств |                              |  |  |  | ещё около 15 видов |
|  |               |  |                          | порядок Сосновые         |                    |  |                |                | род Лиственница              |  |  |  |                    |
|  |               |  |                          | порядок Сосновые         |                    |  |                |                | род Лиственница              |  |  |  |                    |
|  | отдел Хвойные |  |                          |                          | семейство Сосновые |  |                |                | вид Лиственница Чекановского |  |  |  |                    |
|  | отдел Хвойные |  |                          |                          | семейство Сосновые |  |                |                |                              |  |  |  |                    |
|  |               |  | ещё три вымерших порядка | ещё три вымерших порядка |                    |  |                | ещё 10 родов   | ещё 10 родов                 |  |  |  |                    |
|  |               |  |                          | ещё три вымерших порядка |                    |  |                |                | ещё 10 родов                 |  |  |  |                    |